# Praia do Bosque
A Práia do Bosque também conhecida como Bosque da Praia, ou apenas Bosque, é uma praia do município de São Mateus, estado do Espírito Santo, muito procurada no verão por turistas oriundos de todo o Brasil. Apesar de estar um pouco afastado do Centro de Guriri, o Bosque é um local frequentado por quem busca animação em um lugar mais reservado. Possui esse nome por possuir uma vasta quantidade de pinheiros plantados ao longo de sua orla, o que lembra muito um bosque.